# Alexandr Shaparenko
Alexandr Shaparenko (Stepánivka, URSS, 16 de febrero de 1946) es un deportista soviético que compitió en piragüismo en la modalidad de aguas tranquilas. 
Participó en tres Juegos Olímpicos de Verano entre los años 1968 y 1976, obteniendo un total de tres medallas, dos de oro y una de plata. Ganó trece medallas en el Campeonato Mundial de Piragüismo entre los años 1966 y 1979, y tres medallas en el Campeonato Europeo de Piragüismo, en los años 1967 y 1969.

## Palmarés internacional
| Juegos Olímpicos   | Juegos Olímpicos          | Juegos Olímpicos  | Juegos Olímpicos |
| Año                | Lugar                     | Medalla           | Competición      |
| ------------------ | ------------------------- | ----------------- | ---------------- |
| 1968               | Ciudad de México (México) | Medalla de plata  | K1 1000 m        |
| 1968               | Ciudad de México (México) | Medalla de oro    | K2 1000 m        |
| 1972               | Múnich (RFA)              | Medalla de oro    | K1 1000 m        |
| Campeonato Mundial |                           |                   |                  |
| Año                | Lugar                     | Medalla           | Competición      |
| 1966               | Berlín Oriental (RDA)     | Medalla de oro    | K1 1000 m        |
| 1966               | Berlín Oriental (RDA)     | Medalla de oro    | K2 1000 m        |
| 1966               | Berlín Oriental (RDA)     | Medalla de bronce | K4 1000 m        |
| 1970               | Copenhague (Dinamarca)    | Medalla de oro    | K1 1000 m        |
| 1971               | Belgrado (Yugoslavia)     | Medalla de bronce | K1 1000 m        |
| 1973               | Tampere (Finlandia)       | Medalla de bronce | K1 1000 m        |
| 1973               | Tampere (Finlandia)       | Medalla de oro    | K1 10 000 m      |
| 1974               | Ciudad de México (México) | Medalla de plata  | K1 10 000 m      |
| 1977               | Sofía (Bulgaria)          | Medalla de plata  | K4 1000 m        |
| 1977               | Sofía (Bulgaria)          | Medalla de oro    | K4 10 000 m      |
| 1978               | Belgrado (Yugoslavia)     | Medalla de oro    | K4 10 000 m      |
| 1979               | Duisburgo (RFA)           | Medalla de bronce | K4 1000 m        |
| 1979               | Duisburgo (RFA)           | Medalla de oro    | K4 10 000 m      |
| Campeonato Europeo |                           |                   |                  |
| Año                | Lugar                     | Medalla           | Competición      |
| 1967               | Duisburgo (RFA)           | Medalla de oro    | K1 1000 m        |
| 1969               | Moscú (URSS)              | Medalla de oro    | K1 1000 m        |
| 1969               | Moscú (URSS)              | Medalla de oro    | K2 1000 m        |